# María Elena Airport
María Elena Airport är en flygplats i Chile.   Den ligger i provinsen Provincia de Tocopilla och regionen Región de Antofagasta, i den norra delen av landet, 1 200 km norr om huvudstaden Santiago de Chile. María Elena Airport ligger 1 253 meter över havet.
Terrängen runt María Elena Airport är platt åt sydost, men åt nordväst är den kuperad. Trakten runt María Elena Airport är nära nog obefolkad, med mindre än två invånare per kvadratkilometer..
Trakten runt María Elena Airport är ofruktbar med lite eller ingen växtlighet.